# Daemon
Als Daemon (englisch, [ˈdiːmən]) –  teils auch mit Ligatur „æ“ Dæmon, seltener in der Schreibweise „demon“, englisch für Dämon, und daher teils auch auf Deutsch mit „Dämon“ übersetzt – bezeichnet man unter Unix und Unix-artigen Systemen einen Prozess, der im Hintergrund abläuft und bestimmte Dienste zur Verfügung stellt. Benutzerinteraktionen finden hierbei nur auf indirektem Weg statt, zum Beispiel über Signale, Pipes und vor allem (Netzwerk-)Sockets.
Ursprünglich wurde der Begriff von den Programmierern des Projekts MAC und CTSS des MIT geprägt. Sie übernahmen den Namen vom maxwellschen Dämon, einem imaginären Wesen aus einem Gedankenexperiment, das ständig im Hintergrund arbeitet und Moleküle sortiert. Maxwells Dämon steht im Einklang mit der Interpretation der griechischen Mythologie eines Dämons als übernatürlichem Wesen, das im Hintergrund arbeitet, ohne eine besondere Neigung zum Guten oder Bösen zu haben. Um sich von dieser alten, religiösen Bedeutung zu distanzieren, wurde beim CTSS und dem Projekt MAC die Schreibweise absichtlich von „englisch „demon““ in „daemon“ geändert. DAEMON wurde auch als Abkürzung für den Disk And Execution MONitor des CTSS genutzt, einem Hintergrunddienst für Sicherungsaufgaben. Dabei handelt es sich jedoch um ein Backronym.
Über Multics wurde diese Terminologie auch in Unix übernommen, sowie in allen Unix-artigen und auch in anderen Betriebssystemen, beispielsweise z/OS. Bei Windows heißen die entsprechenden Programme services oder Systemdienste. Ähnlich, aber weit weniger mächtig sind TSR-Programme unter DOS.

## Aufruf und Funktionsweise
Normalerweise werden Daemons nicht durch Benutzerinteraktion gestartet, sondern automatisch beim Wechsel in ein anderes Runlevel bzw. beim Systemstart. Dadurch stellen Daemons einen wesentlichen Anteil des Bootprozesses dar, da bei den meisten Unix-Derivaten die wesentliche Anwendungslogik des Betriebssystems im Userspace und damit in den Daemons abläuft. Typische Daemon-Programme sind bei Unix-Betriebssystemen daher nicht nur Server-Prozesse wie Netzwerkdienste, E-Mail-Server, Datenbankserver und Druckerserver, sondern auch Prozesse, die die Hardwarekonfiguration bzw. -Überwachung vornehmen, wie Sounddaemons oder Wechselmedienverwaltungsdaemons. Auch periodische Aufgaben oder zu festgelegten Zeiten anfallende Aufgaben werden mithilfe von Daemons realisiert.
Daemons können jedoch auch wie normale Prozesse in einer Shell durch einen Benutzer gestartet werden. Anschließend forken diese Prozesse und erstellen auf diese Weise einen Prozess, der mit der aufrufenden Shell nicht mehr verbunden ist und damit ein direkter Kindprozess des Hauptprozesses init wird. In der Praxis werden viele Daemons so konstruiert, dass sie per Kommandozeilenparameter wahlweise sowohl im Hintergrund (detached) laufen können als auch im Vordergrund, d. h. im Kontext der Shell, verbleiben können. Oft werden Logausgaben dann auf der Standardausgabe ausgegeben.

## Beispiele

Etliche Schlüssel-Komponenten des grafischen Linux Desktops sind eigentlich Daemonen, z. B. D-Bus-, NetworkManager- (hier unetwork genannt), PulseAudio- oder Avahi-Daemon, für die unterschiedliche grafische Front-Ends verfügbar sind

Um ihren Daemon-Charakter zu bezeichnen, hat der Name vieler solcher Programme ein angehängtes „d“, zum Beispiel syslogd oder cupsd.
| Programm- name | Beschreibung | Interaktion |
| -------------- | --- | --- |
| cron           | Startet andere Programme zu festgelegten Zeiten. | Konfiguration über lokales CLI-Programm crontab |
| atd            | Startet Programme nach einer festgelegten Zeitspanne. | Konfiguration über das lokale Kommandozeilen-Programm at |
| syslogd        | Nimmt Meldungen von Programmen entgegen und schreibt diese in Dateien oder leitet sie an einen anderen syslogd (z. B. auf einem zentralen Logserver) weiter.                                  | Benutzung durch Systemroutinen der C-Standard-Bibliothek wie Syslog, Steuerung durch Signale |
| sendmail       | Ein Mail Transfer Agent, der per SMTP E-Mails über das Netzwerk sendet. | Benutzung durch beliebige (SMTP-fähige) E-Mail-Programme über das Netzwerk |
| lpd            | Nimmt eingehende Daten entgegen, um sie auf einem angeschlossenen Drucker auszudrucken. | Benutzung durch ein beliebiges Programm, welches das LPD-Protokoll unterstützt. |
| cupsd          | Im Vergleich zu lpd ein leistungsstarker Druckerserver auf Unix-Systemen | Benutzung und Konfiguration durch die Programmbibliothek libcups, Domain-Sockets oder das IPP; Steuerung und Konfiguration über eine Web-Benutzeroberfläche oder lokale Kommandozeilen-Programme |
| httpd          | Ein httpd ist ein Synonym für einen Webserver, der auf Anfragen im HTTP-Protokoll antwortet.                                                                                                  | Benutzung durch beliebigen Webbrowser |
| inetd          | Der Internetdaemon kann auf mehreren TCP-Ports Verbindungen entgegennehmen und an spezielle Programme weitergeben, die erst bei Verbindungsaufbau gestartet werden, um Ressourcen zu schonen. | Prozess-Signale zur Steuerung des inetd; verschiedenste Clients für die zur Verfügung gestellten Dienste                                                                                         |
| udev           | Daemon zum dynamischen Erzeugen von Gerätedateien unter Linux | Steuerung durch lokale Hilfsprogramme wie udevcontrol oder udevinfo |

## Der Daemon als Logo

Der BSD-Daemon

In Anspielung auf einen Dämon haben sich die BSD-Unix-Derivate einen solchen zum Logo gemacht. Die Figur enthält einige Metaphorik, die Daemons charakterisiert. Sie wurde als Logo für diese Unix-Derivate gewählt, weil Daemons eine zentrale Betriebssystemkomponente darstellen.
Auch die BSD-Derivate FreeBSD und NetBSD hatten den Daemon ursprünglich übernommen, mittlerweile sind alle Derivate jedoch auf ein alternatives oder abgewandeltes Logo umgestiegen.